# پیامدهای زیست‌محیطی هوانوردی

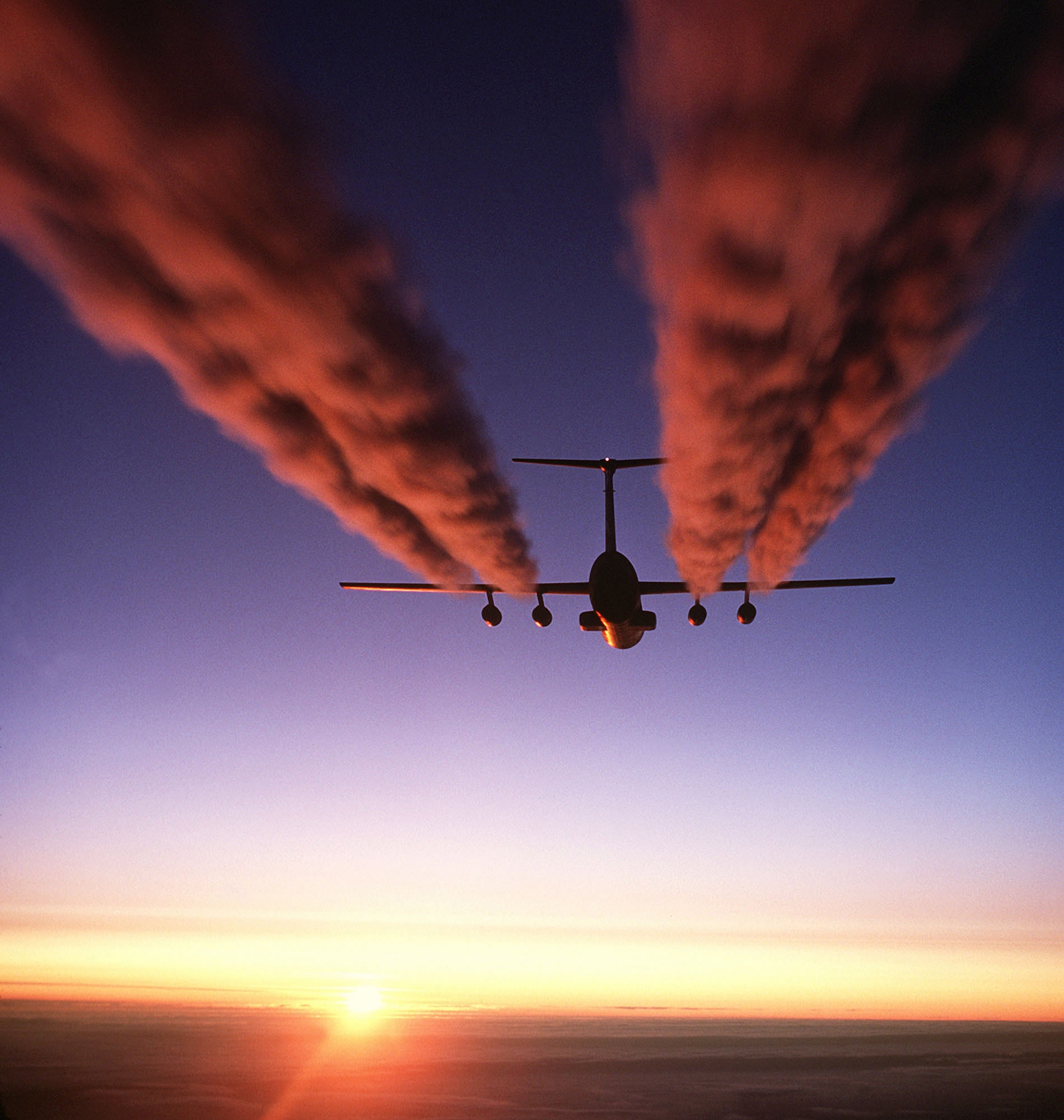
پس دمه یک لاکهید سی-۱۴۱ استارلیفتر در آسمان قطب جنوب

پیامدهای زیست‌محیطی هوانوردی ناشی از آن است که موتورهای هواپیما گرما، سر و صدا، ذرات و گازهایی را که به تغییر آب و هوا کمک می‌کنند، منتشر می‌سازند و نیز باعث پدیدهٔ کم نور شدن جهانی می‌شوند. هواپیماها ذرات و گازهایی مانند دی‌اکسید کربن، بخار آب، هیدروکربنها، مونوکسید کربن، اکسید نیتروژن، اکسید گوگرد، سرب و کربن سیاه منتشر می‌کنند که در کنش و واکنش با جو زمین قرار دارند.

## تغییر آب و هوا

### عوامل
هواپیماها، گاز گلخانه‌ای اصلی که منتشر می‌کنند دی‌اکسید کربن است. هواپیماهای جت که در تروپووپاز یعنی لایه میانی پرواز می‌کنند، به چهار طریق در تغییرات آب و هوایی نقش ایفا می‌کنند:

#### دی‌اکسید کربن (CO2)
انتشار دی‌اکسید کربن مهم‌ترین و آشکارترین سهم را در تغییرات آب و هوایی دارند. پیامدهای انتشار گاز دی‌اکسید کربن صرف نظر از ارتفاع نقطه انتشار، مشابه هم هستند. وسایل نقلیه زمینی فرودگاه که توسط مسافران و کارکنان برای دسترسی به فرودگاه‌ها استفاده می‌شوند و همچنین انتشار گازهای گلخانه‌ای ناشی از صنعت هوانوردی مربوط به ساخت و ساز فرودگاه یا ساخت هواپیما نقش خاص خودشان را در آلوده کردن هوا به جای می‌گذارند.

## بهبود مدیریت ترافیک هوایی
یک سیستم بهبود کنترل ترافیک هوایی، مسیرهای مستقیم بیشتری را برای استفاده امکان پذیر می‌کند. این مسیرهای مستقیم بیشتر، به خطوط هوایی اجازه می‌دهد تا انتشار گازهای گلخانه‌ای خود را تا ۱۸ درصد کاهش دهند. از  ۱۹۹۹ در اتحادیه اروپا، آسمان واحد اروپایی برای جلوگیری از هم‌پوشانی محدودیت‌های فضای هوایی بین کشورهای اتحادیه اروپا و کاهش انتشار گازهای گلخانه‌ای پیشنهاد شده است. تا سال ۲۰۰۷، دوازده میلیون تن انتشار گاز کربنیک در سال ناشی از فقدان آسمان واحد اروپایی بوده است. تا سپتامبر ۲۰۲۰، آسمان واحد اروپا هنوز تکمیل نشده بود، که هزینه این تاخیر باعث انتشار ۱۱/۶ میلیون تن گاز کربنیک اضافی و ۶ میلیارد یورو شده است.